# La Chaussée-sur-Marne
La Chaussée-sur-Marne är en kommun i departementet Marne i regionen Grand Est (tidigare regionen Champagne-Ardenne) i nordöstra Frankrike. Kommunen ligger i kantonen Vitry-le-François-Est som tillhör arrondissementet Vitry-le-François. År 2022 hade La Chaussée-sur-Marne 764 invånare.

## Befolkningsutveckling
Antalet invånare i kommunen La Chaussée-sur-Marne
| Referens: INSEE |